# Sonny Criss
Pour les articles homonymes, voir Criss.
William « Sonny » Criss (23 octobre 1927 - 19 novembre 1977) est un musicien de jazz américain. En tant que saxophoniste alto d'importance durant l'ère bebop du jazz, il fut un des très nombreux musiciens influencés par Charlie Parker.

## Biographie
En 1977, Criss a développé un cancer de l'estomac et ne joua plus. En conséquence de sa souffrance, Criss se suicida par arme à feu en 1977 à Los Angeles.

## Discographie

### En tant que leader
- California Boppin' (Fresh Sound, 1947)
- Intermission Riff (Pablo Records, 1951)
- Jazz USA (Imperial Records, 1956)
- Go Man! (Imperial Records, 1956)
- Sonny Criss Plays Cole Porter (Imperial, 1956)
- Sonny Criss at the Crossroads (Peacock, 1959)
- Criss Cross (Imperial Records, 1963) compilation
- Mr. Blues Pour Flirter (Brunswick [France] Records, 1963)
- This is Criss! (Prestige Records, 1966)
- Portrait of Sonny Criss (Prestige, 1967)
- Up, Up and Away (Prestige, 1967)
- The Beat Goes On! (Prestige 1968)
- Sonny's Dream (Prestige, 1968)
- Rockin' in Rhythm (Prestige, 1968)
- I'll Catch the Sun! (Prestige, 1969)
- The Best Of Sonny Criss: Hits of the '60's (Prestige, 1970) compilation
- Live in Italy (Fresh Sound, 1974)
- Saturday Morning (Xanadu Records, 1975)
- Crisscraft (Muse Records, 1975)
- Out of Nowhere (Muse, 1976)
- Warm & Sonny (Impulse!, 1976)
- The Joy of Sax (Impulse!, 1977)
- The Sonny Criss Memorial Album (Xanadu, 1984)

### En tant que sideman
Avec Dexter Gordon
- The Hunt (Savoy, 1947)

Avec Wardell Gray All Stars
- Wardell Gray Memorial, Vol. 2 (Prestige, 1950)

Avec Charlie Parker et Chet Baker
- Inglewood Jam (Fresh Sound, 1952)

Avec Buddy Rich Quintet
- The Swingin' Buddy Rich (Norgran/Verve, 1955)
- The Wailing Buddy Rich (Norgran/Verve, 1955)

Avec Lou Rawls et Onzy Matthews Big Band
- Tobacco Road (Capitol, 1963)

Avec Onzy Matthews
- Sounds For The '60's (Capitol, 1966)

Avec Esther Phillips et Onzy Matthews Orchestra
- Confessin' the Blues (Atlantic, 1966)

Avec Hampton Hawes All Stars
- Live At Memory Lane (Fresh Sound, 1970)